# Suvorexant
Suvorexant este un medicament sedativ și hipnotic, fiind utilizat în tratamentul insomniilor. Calea de administrare disponibilă este cea orală.

## Utilizări medicale
Suvorexant este utilizat în tratamentul insomniilor caracterizare de dificultatea în adormire sau de menținere a somnului.

## Farmacologie

### Mecanism de acțiune
Suvorexant este un antagonist al receptorilor pentru orexină. Blocând legarea acestei neuropeptide care în mod normal induce starea de veghe, compusul induce somnul. Studiile pe animale indică o afinitate a compusului pentru ambele tipuri de receptori, OX1 și OX2.